# 豊乃國大地
豊乃國 大地（とよのくに だいち、1979年5月23日 - ）は、新潟県新潟市中央区出身、時津風部屋に所属していた元大相撲力士。本名は、南 大地（みなみ だいち）。身長181cm、体重150kg。最高位は東十両13枚目（2004年11月場所）、血液型A型、双子座。

## 来歴
幼い頃から相撲をはじめ、新潟市立寄居中学校3年の夏には時津風部屋に体験入門。その縁で中学卒業と同時に時津風部屋に入門した。1995年（平成7年）3月場所に初土俵を踏んだ。初土俵から2年半で幕下に昇進。この頃から期待のホープとして将来を嘱望された。しかし、小兵であったためなかなか力を発揮することが出来ず、幕下上位で苦労した。体重も段々増えだし、2003年（平成15年）には幕下上位でも安定した成績を残せるようになった。首の怪我の影響で、幕下下位に番付を落としたが、2004年（平成16年）7月場所に幕下優勝を果たした。
2004年（平成16年）9月場所には東幕下2枚目まで番付を上げ、5勝2敗と勝ち越し、翌11月場所には十両に昇進した。突き押し相撲で期待されたが6勝9敗と負け越し、1場所で幕下に陥落した。2008年（平成20年）2月29日、時津風部屋力士暴行死事件の傷害致死容疑で書類送検され、3月6日に春場所の出場停止処分を受けたが、不起訴処分となった。最後の本場所となった2013年（平成25年）9月場所は東幕下50枚目の地位で5勝2敗の成績を残し、有終の美を飾る形で引退した（ただし引退届の提出が場所後の番付編成会議に間に合わず、11月場所の番付にも名前だけは残る）。今後は浜松市内のちゃんこ店で修業し、新潟市内の実家の飲食店を引き継ぐ予定だという。断髪式は10月6日に東京・両国の料理店で行う模様である。

## 主な成績
- 通算成績：409勝354敗15休 勝率.536
- 十両成績：6勝9敗 勝率.400
- 現役在位：111場所
- 十両在位：1場所
- 各段優勝
  - 幕下優勝：1回（2004年7月場所）

### 場所別成績
| | 一月場所 初場所（東京） | 三月場所 春場所（大阪）     | 五月場所 夏場所（東京） | 七月場所 名古屋場所（愛知） | 九月場所 秋場所（東京） | 十一月場所 九州場所（福岡） |
| --- | ----------------------- | --------------------------- | ----------------------- | --------------------------- | ----------------------- | --------------------------- |
| 1995年 （平成7年） | x                       | （前相撲）                  | 東序ノ口36枚目 5–2      | 東序二段172枚目 5–2         | 東序二段121枚目 6–1     | 東序二段40枚目 4–3          |
| 1996年 （平成8年） | 東序二段16枚目 4–3      | 東三段目96枚目 4–3          | 東三段目77枚目 4–3      | 西三段目57枚目 4–3          | 西三段目40枚目 5–2      | 西三段目12枚目 3–4          |
| 1997年 （平成9年） | 西三段目28枚目 5–2      | 西三段目4枚目 2–5           | 東三段目33枚目 5–2      | 東三段目5枚目 4–3           | 東幕下55枚目 5–2        | 西幕下35枚目 5–2            |
| 1998年 （平成10年） | 東幕下21枚目 1–6        | 西幕下49枚目 4–3            | 東幕下41枚目 2–5        | 西三段目4枚目 5–2           | 東幕下42枚目 3–4        | 東幕下52枚目 4–3            |
| 1999年 （平成11年） | 西幕下41枚目 5–2        | 西幕下26枚目 3–4            | 西幕下37枚目 4–3        | 西幕下28枚目 5–2            | 西幕下14枚目 3–4        | 東幕下21枚目 4–3            |
| 2000年 （平成12年） | 西幕下15枚目 6–1        | 西幕下4枚目 3–4             | 西幕下8枚目 2–5         | 西幕下21枚目 4–3            | 東幕下17枚目 4–3        | 西幕下10枚目 4–3            |
| 2001年 （平成13年） | 西幕下8枚目 3–4         | 東幕下15枚目 2–5            | 西幕下26枚目 休場 0–0–7 | 西幕下26枚目 5–2            | 西幕下13枚目 3–4        | 西幕下20枚目 6–1            |
| 2002年 （平成14年） | 東幕下7枚目 4–3         | 西幕下3枚目 3–4             | 西幕下6枚目 4–3         | 西幕下2枚目 3–4             | 西幕下7枚目 3–4         | 東幕下15枚目 3–3–1          |
| 2003年 （平成15年） | 西幕下21枚目 3–4        | 西幕下32枚目 5–2            | 東幕下19枚目 5–2        | 西幕下8枚目 5–2             | 西幕下3枚目 2–5         | 東幕下16枚目 2–5            |
| 2004年 （平成16年） | 西幕下28枚目 1–6        | 西幕下54枚目 4–3            | 東幕下47枚目 4–3        | 東幕下40枚目 優勝 7–0       | 西幕下2枚目 5–2         | 東十両13枚目 6–9            |
| 2005年 （平成17年） | 西幕下2枚目 4–3         | 東幕下筆頭 2–5              | 東幕下9枚目 3–4         | 西幕下14枚目 2–5            | 西幕下30枚目 3–4        | 東幕下39枚目 3–4            |
| 2006年 （平成18年） | 東幕下47枚目 6–1        | 東幕下20枚目 5–2            | 東幕下12枚目 3–4        | 東幕下18枚目 2–5            | 西幕下33枚目 4–3        | 西幕下27枚目 3–4            |
| 2007年 （平成19年） | 西幕下35枚目 3–4        | 西幕下47枚目 6–1            | 東幕下20枚目 3–4        | 西幕下26枚目 2–5            | 西幕下42枚目 4–3        | 西幕下34枚目 5–2            |
| 2008年 （平成20年） | 西幕下21枚目 5–2        | 東幕下13枚目 出場停止 0–0–7 | 東幕下54枚目 3–4        | 東三段目6枚目 5–2           | 東幕下47枚目 3–4        | 西幕下57枚目 3–4            |
| 2009年 （平成21年） | 西三段目14枚目 4–3      | 西三段目4枚目 4–3           | 東幕下58枚目 5–2        | 東幕下35枚目 4–3            | 東幕下29枚目 3–4        | 東幕下38枚目 5–2            |
| 2010年 （平成22年） | 西幕下26枚目 3–4        | 東幕下34枚目 4–3            | 西幕下27枚目 4–3        | 西幕下23枚目 3–4            | 東幕下30枚目 4–3        | 東幕下24枚目 1–6            |
| 2011年 （平成23年） | 西幕下50枚目 4–3        | 八百長問題 により中止       | 西幕下42枚目 2–5        | 西幕下51枚目 5–2            | 東幕下35枚目 6–1        | 東幕下14枚目 3–4            |
| 2012年 （平成24年） | 東幕下21枚目 4–3        | 東幕下15枚目 2–5            | 西幕下29枚目 5–2        | 東幕下18枚目 3–4            | 西幕下25枚目 5–2        | 東幕下16枚目 4–3            |
| 2013年 （平成25年） | 西幕下13枚目 2–5        | 東幕下24枚目 1–6            | 東幕下58枚目 3–4        | 東三段目10枚目 5–2          | 東幕下50枚目 5–2        | 西幕下30枚目 引退 0–0–0     |
| 各欄の数字は、「勝ち-負け-休場」を示す。 優勝 引退 休場 十両 幕下 三賞：敢=敢闘賞、殊=殊勲賞、技=技能賞 その他：★=金星 番付階級：幕内 - 十両 - 幕下 - 三段目 - 序二段 - 序ノ口 幕内序列：横綱 - 大関 - 関脇 - 小結 - 前頭（「#数字」は各位内の序列） |                         |                             |                         |                             |                         |                             |

## 改名歴
- 南 大地（みなみ だいち）1995年3月場所-2001年11月場所
- 豊乃国 大地（とよのくに -）2002年1月場所-2003年9月場所
- 豊乃國 大地（とよのくに -）2003年11月場所-2007年1月場所
- 時双津 大地（ときふたつ -）2007年3月場所-2007年11月場所
- 豊乃國 大地（とよのくに -）2008年1月場所-2013年9月場所